# Chiesa di Sant'Antonio di Padova (Luserna)
La chiesa di Sant'Antonio di Padova è la parrocchiale di Luserna, in provincia ed arcidiocesi di Trento; fa parte della zona pastorale della Valsugana e di Primiero e risale al XX secolo.

## Storia
La primitiva chiesa di Luserna, che era dedicata a santa Giustina, sorse affacciata sulla piazza del borgo nel 1711. Era sussidiaria della pieve di Santa Maria Assunta di Brancafora ed era compresa nella diocesi di Padova.

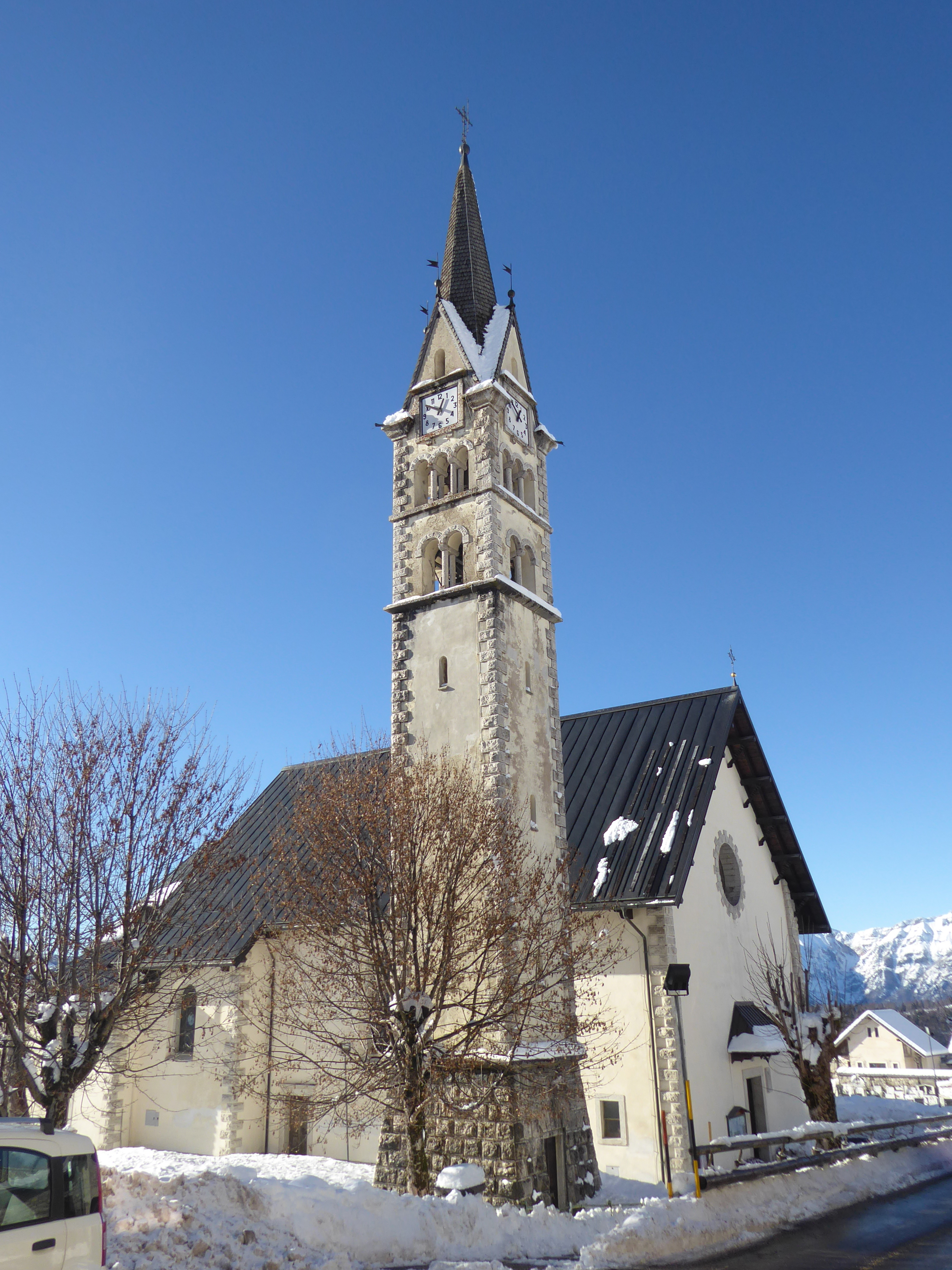
Chiesa e campanile visti da sinistra

Il 16 maggio 1745 la chiesa venne eretta a curaziale ed ebbe la concessione del fonte battesimale, mentre il 13 giugno 1751 le fu concessa la custodia dell'Eucaristia. Nella seconda metà del Settecento l'intitolazione venne cambiata in onore di Sant'Antonio di Padova, testimoniata a partire dal 1772.

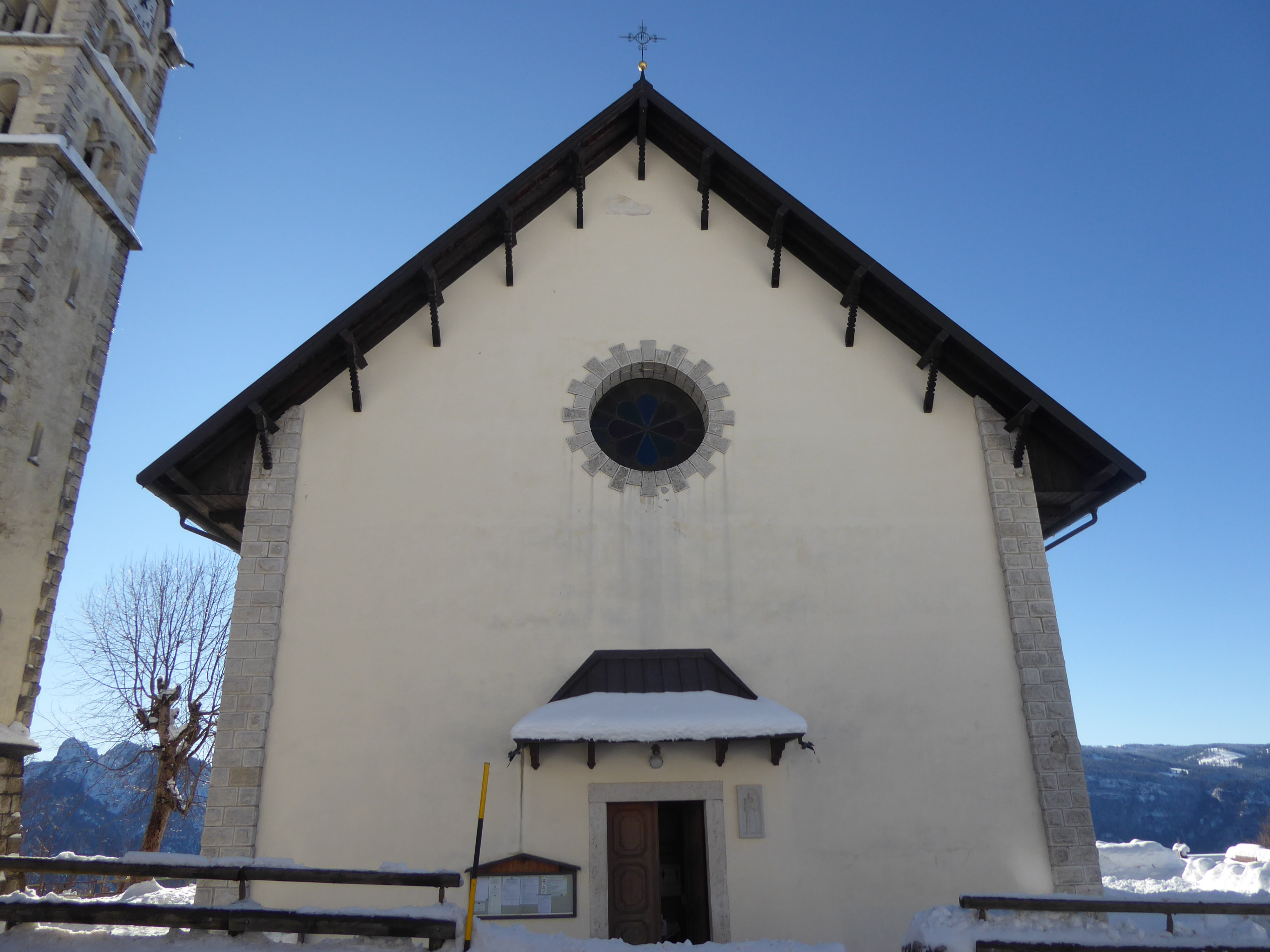
Facciata della chiesa

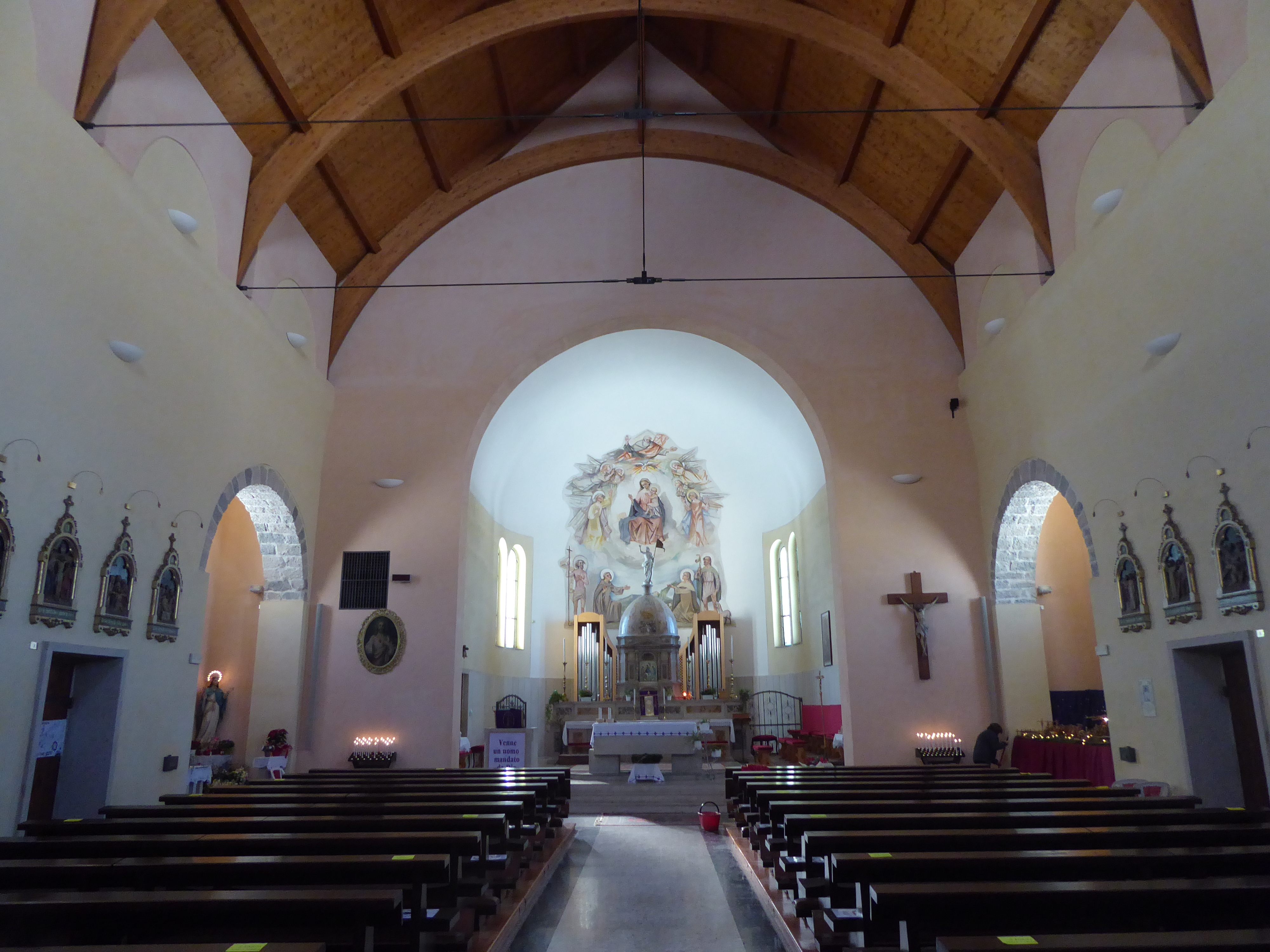
Interno

Il 16 giugno 1906 la curazia di Luserna fu resa indipendente, come stabilito dal decreto dell'Imperial Regio Ministero pel Culto e Istruzione. Durante la prima guerra mondiale la chiesa fu praticamente distrutta dai bombardamenti.
Terminato il conflitto, fu necessario costruire un nuovo luogo di culto, la prima pietra del quale venne posta il 1º agosto 1920 e i lavori furono portati a termine nell'autunno del 1922.

Sempre nel 1922 si iniziò a costruire la torre campanaria, che entro l'inverno raggiunse l'altezza della navata. La primavera successiva tuttavia fu necessario demolire quanto era già stato costruito a causa dell'instabilità del terreno. Nel 1925, in una situazione di incertezza, il podestà Abramo Gasperi si lamentò con l'ordinariato vescovile per i ritardi nei lavori e propose di utilizzare per la nuova costruzione le pietre delle caserme austriache che erano cadute in disuso dopo la guerra. Il campanile venne così ultimato nel 1929.
Nel frattempo, il 25 gennaio 1923 la chiesa era stata benedetta, mentre la solenne consacrazione venne celebrata il 21 luglio 1928 dal vescovo di Trento Celestino Endrici. La chiesa venne elevata a dignità parrocchiale il 10 marzo 1934.
Tra il 1997 e il 2000 la struttura fu interessata da un intervento di ristrutturazione, condotto su disegno di Paolo Luchi.

## Descrizione

### Esterno
La facciata della chiesa, che volge a nordest, è a a capanna con due spioventi ripidi sorretti da dei puntoni, e presenta due paraste laterali e, sopra il portale d'ingresso, una finestra di forma circolare.
A sinistra della chiesa s'erge la torre campanaria, intonacata e caratterizzata da delle paraste laterali in materiale lapideo; la cella campanaria, che è in stile neogotico, è suddivisa in due livelli, de' quali l'inferiore presenta una bifora per lato, e la superiore invece quattro trifore.

### Interno
L'interno si compone di un'unica navata, sulla quale si affacciano le due cappelle laterali, dotate di archi centinati; al termine dell'aula si sviluppa il presbiterio, introdotto dall'arco santo, rialzato di tre scalini e abbellito da rivestimenti in pietra.